# Kessleria albanica
Kessleria albanica är en fjärilsart som beskrevs av Heinrich Friese 1960. Kessleria albanica ingår i släktet Kessleria och familjen spinnmalar. Inga underarter finns listade i Catalogue of Life.